# Санайская группа сотрудничества
Санайская группа сотрудничества — международная региональная организация. Создана в октябре 2002 года в Сане по инициативе президента Йемена Али Абдаллы Салеха при участии президента Судана Омара аль-Башира и премьер-министра Эфиопии Мелеса Зенауи.
Всего на 2011 год состоялось семь саммитов Группы.

## Цели Группы
1. Развитие сотрудничества между государствами-членами для реализации устремлений их народов к развитию, прогрессу и стабильности.
2. Сохранение мира, безопасности и стабильности на Африканском Роге и в регионе Южной части Красного моря.
3. Развитие сотрудничества между государствами–членами в сфере инвестиций, облегчения движения капиталов и борьбы со всеми видами контрабанды.
4. Дальнейшее укрепление исторических, социальных и культурных связей, которые связывают народы Африканского Рога и Юга Красного моря.
5. Воспрещение конфликтов и решение их мирным путём, решение противоборства между государствами региона путём диалога и мирными средствами.
6. Поддержание и координация регионального сотрудничества между государствами-членами в борьбе с международным терроризмом.

## Государства-члены
- Йемен
- Джибути
- Сомали
- Судан
- Эфиопия